# Кутшанкова, Гильда
Ги́льда Ку́тшанкова, верхнелужицкий вариант — Ги́льда Ку́чанкова, немецкий вариант — Хильдегард Кучанк (н.-луж. Hilda Kutšankowa, в.-луж. Hilda Kućankowa; нем.  Hildegard Kutschank, 1 февраля 1936 год, деревня Гепперсдорф, Нижняя Силезия, нацистская Германия) — серболужицкая писательница и переводчик. Автор детских книг на нижнелужицком и верхнелужицком языках. Многолетний редактор детского журнала «Płomje» на нижнелужицком языке (1960—1991).
Родилась в 1936 году в нижнесилезской деревне Гепперсдорф (сегодня — Миленчице, Польша). После Второй мировой войны её семья возвратилась в Лужицу. Проживала в Будишине, где окончила педагогическое училище. С 1960 по 1991 года — редактор единственного детского журнала на нижнелужицком языке «Płomje». 
Сочинения
- Łamaj sej hłójčku!, 1992
- Dźensa swjeću narodniny (на верхнелужицком языке) ,1995
- Lutki, pupki, gněśeńka: źiśece basni a gronka awtorow našych dnjow, 2002
- Pójźćo, comy z wami graś, Budyšyn, 2007
- Źins do swěta pokukam

Переводы на верхнелужицкий язык
- Milena Lukešová, Běła zyma, 1982
- Milena Lukešová, Bośon, 1983
- Benedikt Dyrlich, Tśi kšasne pjeršćenje, 1990
- Křesćan Krawc, Skobodny Jan, 1990
- Jurij Krawža, Mjadwjeźowy syn, 1991
- Michał Nawka, Naša hajtka z myšku ženjo, 1992